# Popłyniemy daleko
Popłyniemy daleko è l'album di debutto della cantante polacca Aleksandra Jabłonka, pubblicato il 7 febbraio 2012 su etichetta discografica EMI Music Poland.

## Tracce
1. Nie będę Twoja – 3:24
2. Popłyniemy daleko – 3:28
3. Mówisz mi, że przepraszasz – 4:26
4. Zawsze będziesz w moich snach – 3:18
5. Moje oczy są niebieskie – 3:28
6. Czy pamiętasz jak... – 3:39
7. W Twych ramionach jestem znów – 3:21
8. Ile jeszcze czasu? – 3:19
9. Na ile wyceniasz mnie? – 2:58
10. Zasypana śniegiem zima – 2:19
11. Zawsze będziesz w moich snach (feat. Majk On) – 3:07
12. Popłyniemy daleko (versione acustica) – 3:39

## Classifiche
| Classifica (2012) | Posizione massima |
| ----------------- | ----------------- |
| Polonia           | 15                |